# تپه حمام ضد کنه
تپه حمام ضد کنه مربوط به هزاره اول است و در شهرستان تاکستان، روستای شناسوند واقع شده و این اثر در تاریخ ۲۵ اسفند ۱۳۷۹ با شمارهٔ ثبت ۳۱۴۴ به‌عنوان یکی از آثار ملی ایران به ثبت رسیده‌است.